# Empires (singel Alicji Szemplińskiej)
Empires – singiel Alicji Szemplińskiej wydany 23 lutego 2020 nakładem Universal Music Polska. Utwór napisali i skomponowali Patryk Kumór, Dominic Buczkowski-Wojtaszek oraz Laurell Barker.
Kompozycja zwyciężyła polskie preselekcje eurowizyjne realizowane w formacie specjalnej edycji programu Szansa na sukces. Eurowizja 2020 i miała reprezentować Polskę podczas 65. Konkursu Piosenki Eurowizji w Rotterdamie, odwołanego z powodu pandemii COVID-19.

## Geneza utworu i historia wydania
Utwór napisali i skomponowali Patryk Kumór, Dominic Buczkowski-Wojtaszek oraz Laurell Barker. Choć niektóre źródła podają, iż w gronie autorów utworu znalazł się także Fraser Mac, wokalistka nigdy tego nie potwierdziła w żadnym ze swoich wywiadów, za każdym razem podkreślając wyłącznie trójkę autorów kompozycji. Singel ukazał się w formacie digital download 23 lutego 2020 w Polsce za pośrednictwem wytwórni płytowej Universal Music Polska.
Utwór opowiada o igraniu z ogniem oraz kruszeniu murów, prawdopodobnie w relacji partnerskiej. Sama wokalistka o swojej kompozycji powiedziała:

Będzie to ballada, ale z przytupem, z powerem. Myślę, że będzie to coś innego. Coś innego niż mój singiel »Prawie my«. Zupełnie w inną stronę, jednak myślę, że w tej piosence będę w stu procentach ja.

23 lutego 2020 utwór premierowo zaprezentowano telewidzom stacji TVP2 podczas polskich preselekcji eurowizyjnych realizowanych w formacie specjalnej edycji programu Szansa na sukces. Eurowizja 2020. Kompozycja rywalizowała z utworami „Lucy” Lake Malawi (którą podczas selekcji wykonywał wokalista zespołu – Albert Černý) oraz „Count On Me” (anglojęzyczną wersją singla „Ufaj mi”) Kasi Dereń. Zdobywszy maksymalną liczbę 10 punktów (5 punktów od widzów i 5 od jury), utwór zwyciężył selekcje i miał reprezentować Polskę podczas 65. Konkursu Piosenki Eurowizji w Rotterdamie, lecz 18 marca poinformowano o odwołaniu konkursu z powodu pandemii koronawirusa.
Piosenkarka o odwołaniu konkursu:

Kochani! Spełnił się niestety najgorszy scenariusz i tegoroczna Eurowizja Rotterdam 2020 została odwołana. Powód jest wszystkim bardzo dobrze znany. Zdrowie jest jedno, więc dbajmy o nie, jak potrafimy najlepiej! Teraz wracam do studia, aby nagrywać kolejne utwory i będę Was informować na bieżąco o postępie moich prac. Pozdrawiam wszystkich bardzo serdecznie u ściskam w tym nie łatwym dla nas czasie! Stay tuned.

Po raz drugi na żywo singel został wykonany 27 lutego 2020 podczas wiosennej ramówki Telewizji Polskiej. 16 maja wystąpiła w koncercie Światło dla Europy, który zastąpił Konkurs Piosenki Eurowizji 2020.
Na temat wokalistki i singla poświęcono część odcinka programu Alarm! emitowanego 28 lutego 2020 w TVP1 i Alicja Szemplińska – droga do Eurowizji emitowanego 16 maja 2020.
Utwór znalazł się na składance Eurovision: A Tribute to the Artists and Songs 2020 (wydana 15 maja 2020).

## Teledysk
Do utworu powstał teledysk w reżyserii Dawida Ziemby, który udostępniono w dniu 9 marca 2020 singla za pośrednictwem oficjalnego kanału Konkursu Piosenki Eurowizji w serwisie YouTube. Wideoklip utrzymany jest w katastroficznym klimacie i ukazuje kadry z archiwalnych materiałów pokazujących wojnę i negatywne skutki wpływu człowieka na świat.

## Lista utworów
- Digital download[14]

1. „Empires” – 3:06